# هایریوس
هایریوس (یونانی: Ἱέριος) فیلسوف نوافلاطونی، پسر پلوتارک آتنی و برادر آسکلپیجنیا بود که در اوایل قرن پنجم می‌زیست.
پلوتارک هم هایریوس و هم آسکلپیجنیا را در فلسفه‌های نوافلاطونی آموزش داد و پس از مرگ، همکارش سیریانوس به تعالیم آن‌ها ادامه داد.